# 博蓋什蒂鄉
46°10′N 27°24′E / 46.167°N 27.400°E
博蓋什蒂鄉（羅馬尼亞語：Comuna Boghești, Vrancea），是羅馬尼亞的鄉份，位於該國東部，由弗朗恰縣負責管轄，面積52平方公里，海拔高度243米，2002年人口1,752，人口密度每平方公里34人。